# Бурков, Валерий Анатольевич
Вале́рий Анато́льевич Бурко́в (в монашестве Киприа́н; род. 26 апреля 1957, Шадринск, Курганская область, РСФСР, СССР) — советский и российский военный деятель, авиационный военный штурман. Полковник запаса. Герой Советского Союза (1991). Советник президента Российской Федерации (1991—1993). Автор-исполнитель песен об Афганской войне. Депутат Курганской областной думы IV созыва (2004—2010), член комитета по бюджету, финансовой и налоговой политике и член комитета по экономической политике.

## Биография

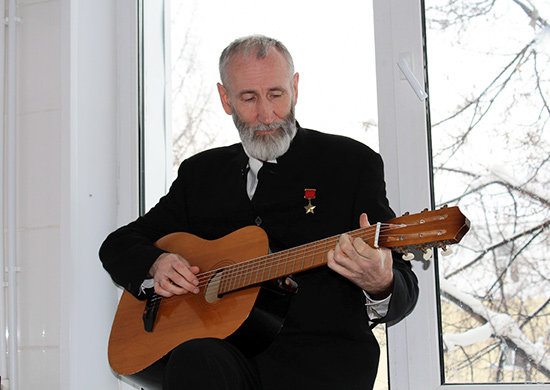
Автор-исполнитель В. Бурков, январь 2016 г.

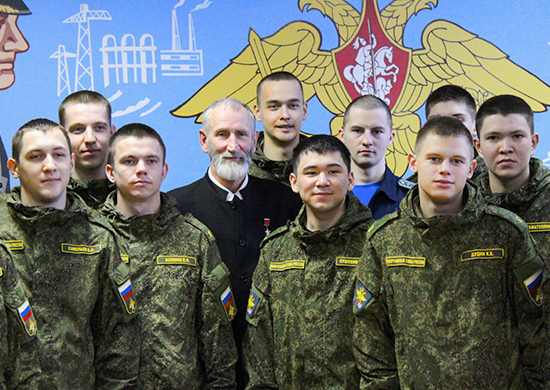
Валерий Бурков с курсантами Челябинского филиала ВУНЦ ВВС, январь 2016 года.

Валерий Анатольевич Бурков родился 26 апреля 1957 года в семье военнослужащего в городе Шадринске Курганской области. Русский.
Семья жила в авиационных гарнизонах, нигде подолгу не задерживаясь, через два-три года переезжала на новое место: Шадринск, Кустанай, Челябинск, Новосибирская область, Алтайский край, Подмосковье. В школьные годы занимался легкой атлетикой, плаванием и боксом, играл на баяне, гитаре, балалайке и домре, ходил в музыкальную школу и радиокружок. В школьных вокально-инструментальных ансамблях, пел, солировал на гитаре. После восьмого класса Валерия отправили на каникулы в деревню Боровую Тогучинского района Новосибирской области, где Виктор Бурков, брат отца, работал там охотоведом-инспектором. Учился в школе-интернате в соседней деревне и на курсах трактористов. Затем вернулся в Челябинск к родителям.
В 1974 году окончил 10 классов. В Советской Армии с 1974 года. После окончания в 1978 году Челябинского высшего военного авиационного Краснознамённого училища штурманов имени 50-летия ВЛКСМ стал штурманом-оператором дальней авиации. Затем служил штурманом-оператором на авиабазе Воздвиженка Уссурийского района Приморского края, летал на ракетоносцах Ту-16. Выполнял рейсы над Тихим океаном, участвовал в сопровождении американских авианосцев «Midway» и «Enterprise». В 1981 году готовился к переводу в Афганистан, но во время прохождения медкомиссии в декабре 1981 года был списан с лётной работы по состоянию здоровья (туберкулёз лёгких). После лечения, в сентябре 1982 года старший лейтенант Бурков был восстановлен на лётной должности на авиабазе Воздвиженка, но хотел попасть в действующую часть 40-й армии (ограниченный контингент советских войск в Афганистане), где нёс службу его отец — полковник Анатолий Иванович Бурков (31.3.1934 — 12.10.1982). Полковник Бурков находился на борту вертолёта Ми-8, попавшего под обстрел крупнокалиберного пулемёта. После падения вертолёта взорвались бочки с авиационным керосином, находившиеся в десантном отсеке, в результате чего полковник Бурков погиб.
«Тогда был сбит наш вертолет огневой поддержки Ми-24, и надо было срочно спасать экипаж. Вертолет, в котором находился отец, оказался ближе всех, и он дал команду снижаться. На высоте 200 метров их подбили "духи". Батя дал возможность первым покинуть машину членам экипажа, а когда выпрыгивал сам, взорвались бензобаки, он загорелся как факел на глазах однополчан», — вспоминал Валерий Бурков.
После гибели отца, старший лейтенант Валерий Бурков был переведён в Челябинск, служил в районном центре управления воздушным движением. В ноябре 1983 года вновь подал рапорт о переводе в Афганистан.
С января 1984 года Валерий Бурков участвовал в боевых действиях в Афганистане в качестве передового авианаводчика, неоднократно принимал участие в операциях подразделений 70-й отдельной мотострелковой бригады на территории провинции Кандагар, находясь среди боевых порядков мотострелков, оказывая им огневую поддержку путём корректировки ударов советской авиации по позициям противника.
В апреле 1984 года в ходе боевой операции на горе Хаваугар в районе Панджшерского ущелья капитан Бурков был тяжело ранен (подорвался на мине, заложенной под камень), правую ногу оторвало сразу, а левая была сильно раздроблена, также были осколочные ранения правой руки и лица. Вертолёт не мог сесть и завис над землей, поэтому казалось, что эвакуировать тяжело раненного офицера в таком состоянии было нереально. 24 апреля 1984 года в медсанчасти под Кабулом полевой хирург-ортопед медсанбата 103-й десантной дивизии Владимир Кузьмич Николенко спас ему раздробленную правую руку, но ноги ампутировал ниже колен. Но Бурков не пал духом, вспоминая Героя Великой Отечественной войны Алексея Маресьева: «Сразу мысль в голове: “А чем я хуже? Он смог жить и летать без ног, и я смогу!„ И больше никаких рассуждений, “что я такой бедненький-несчастненький буду делать„». В филиале клиники Илизарова Бурков заказал протезы, учился ходить без посторонней помощи, даже без трости. Ранение в руку спровоцировало поражение симпатической нервной системы, 18 ноября 1984 года была сделана 3-я операция, после которой боли прекратились. 
Несмотря на ранение, Валерий Бурков вернулся в строй — в 1988 году он окончил Военно-воздушную академию имени Гагарина, продолжил службу в Главном штабе ВВС, впоследствии получил звание полковника.
5 августа 1991 года был назначен советником президента РСФСР по делам инвалидов и председателем Координационного комитета по делам инвалидов при президенте РСФСР.
Во время августовских событий 1991 года находился в Белом доме.
Указом президента СССР Михаила Горбачёва № VII-2719 от 17 октября 1991 года полковнику Буркову было присвоено звание Героя Советского Союза с вручением ордена Ленина (№ 460764) и медали «Золотая Звезда» (№ 11663).
Указом президента Российской Федерации от 28 августа 1992 года № 1006 Бурков был назначен советником президента Российской Федерации по вопросам социальной защиты лиц с ограниченными возможностями здоровья. Буркову принадлежит идея о провозглашении Международного дня инвалидов, который отмечается ежегодно 3 декабря с 1992 года.
17 декабря 1993 года освобождён от должности советника президента Российской Федерации.
В 1994 году был крещён.
В 1994—1998 годах — слушатель Военной академии Генерального штаба.
В 2003 году возглавлял избирательный список партии «Русь», членом президиума политсовета которой он являлся, на выборах депутатов Государственной думы IV созыва.
В 2004 году Бурков победил на выборах в Курганскую областную думу IV созыва по Железнодорожному избирательному округу № 4. Работал в составе комитета по бюджету, финансовой и налоговой политике и комитета по экономической политике.
На выборах Государственной думы V созыва в 2007 году входил в избирательный список, выдвинутый политической партией «Справедливая Россия: Родина/Пенсионеры/Жизнь» (Региональная группа № 49 (Курганская область)), однако был исключён из него на основании решения президиума центрального совета партии. Членом партии не являлся.
Затем — президент фонда «Герои Отечества», жил в Москве.
Валерий Бурков известен как автор-исполнитель песен, посвящённых событиям афганской войны и воинам-интернационалистам.
6 июля 2016 года Валерий Бурков принял монашество с именем Киприан. Монашескую службу нёс в православном мужском монастыре города Кара-Балта Жайылского района Чуйской области Кыргызстана (Свято-Казанское мужское Архиерейское подворье).
3 сентября 2019 года – по благословению Святейшего Патриарха Московского и всея Руси Кирилла зачислен в братию Высоко-Петровского монастыря в Москве.
Получил педагогическое образование в Православном Свято-Тихоновском гуманитарном университете; психологическое в Российском православном университете; и на миссионерском факультете.

## Награды
- Герой Советского Союза, 17 октября 1991 года, награды вручены 7 ноября 1991 года
  - Медаль «Золотая Звезда» (№ 11663)
  - Орден Ленина (№ 460764)
- Орден Красного Знамени (1984)
- Медаль «Защитнику свободной России»
- Медаль «В память 850-летия Москвы»
- Юбилейная медаль «70 лет Вооружённых Сил СССР»
- Медаль «За безупречную службу» II и III степеней
- Нагрудный знак «Воину-интернационалисту»
- Медаль «Воину-интернационалисту от благодарного афганского народа»

## Семья
- Отец Анатолий Иванович Бурков (31 марта 1934, Новокузнецк, Кемеровской области —  12 октября 1982, погиб между Кабулом и Баграмом, ДРА), полковник
- Мать Александра Тимофеевна Буркова
- Сестра Наталья (род. 1960)
- Жена Ирина, поженились в 1986 году[12]
  - Сын Андрей окончил военный институт МГТУ имени Баумана, служит в Вооружённых Силах России[13].